# 군산시의 행정 구역
군산시의 행정 구역은 1읍 10면 16동으로 구성되어 있다. 군산시의 인구는 2011년 7월 31일을 기준으로 107,918세대, 274,475명이며, 읍과 면 지역을 제외한 면적은 33.11km2이다. 단, 군익은 군산시, 익산시이다.

## 행정 구역

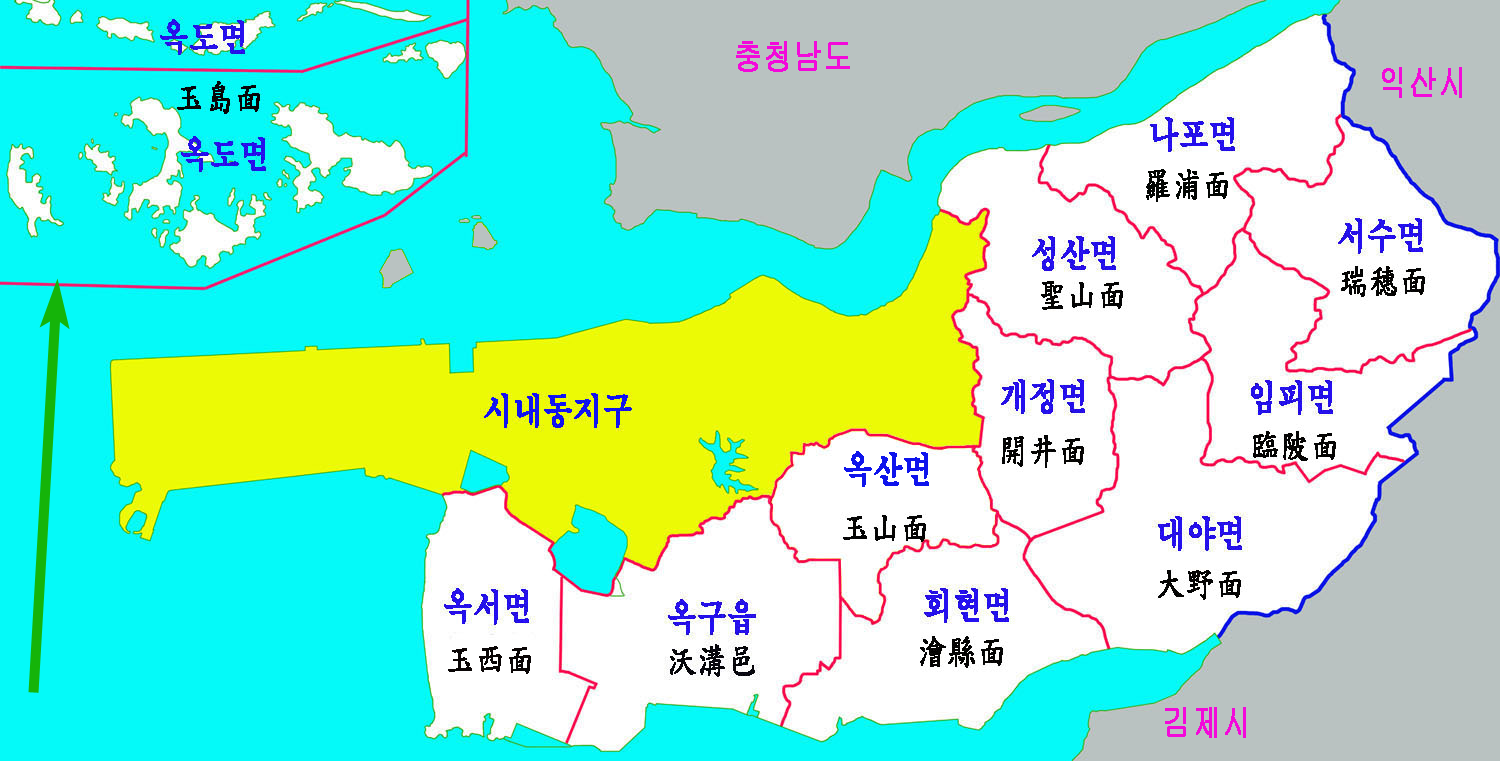
군산시 행정구역

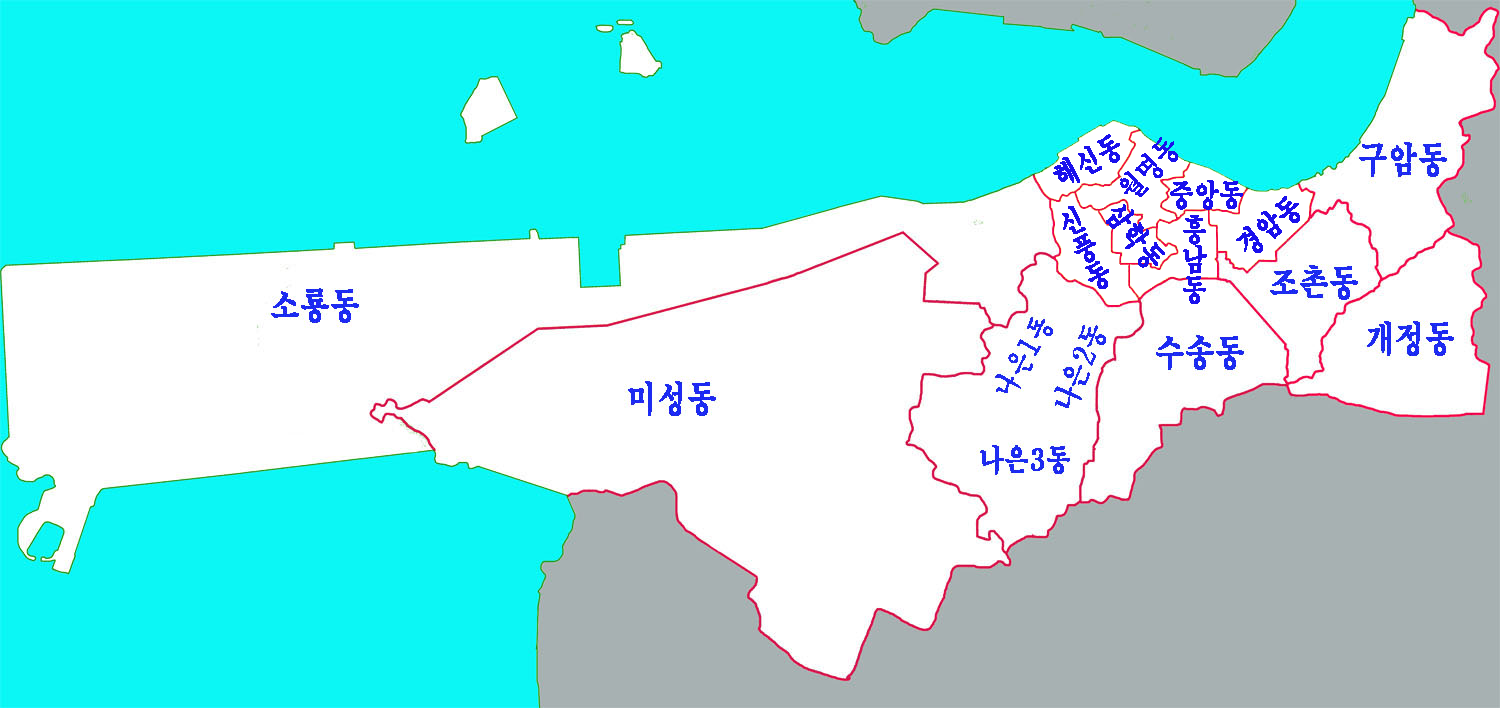
시내동 구역

| 읍면동  | 한자    | 면적 (km2) | 세대   | 인구   |
| ------- | ------- | ---------- | ------ | ------ |
| 옥구읍  | 沃溝邑  | 38.30      | 1,707  | 3,593  |
| 옥산면  | 沃山面  | 16.73      | 1,211  | 2,821  |
| 회현면  | 澮縣面  | 38.34      | 1,595  | 3,745  |
| 임피면  | 臨陂面  | 21.97      | 1,529  | 3,147  |
| 서수면  | 瑞穗面  | 24.23      | 1,322  | 2,878  |
| 대야면  | 大野面  | 37.83      | 2,719  | 5,722  |
| 개정면  | 開井面  | 16.80      | 1,601  | 3,591  |
| 성산면  | 聖山面  | 27.41      | 1,438  | 3,259  |
| 나포면  | 羅浦面  | 31.80      | 1,174  | 2,543  |
| 옥도면  | 玉島面  | 23.56      | 1,874  | 4,152  |
| 옥서면  | 玉西面  | 20.88      | 1,906  | 4,061  |
| 해신동  | 海新洞  | 3.03       | 1,026  | 2,133  |
| 월명동  | 月明洞  | 1.14       | 3,584  | 7,301  |
| 신풍동  | 新豊洞  | 1.21       | 3,590  | 8,492  |
| 삼학동  | 三鶴洞  | 0.56       | 3,231  | 6,963  |
| 중앙동  | 中央洞  | 0.67       | 2,042  | 3,774  |
| 흥남동  | 興南洞  | 0.99       | 4,671  | 10,890 |
| 조촌동  | 助村洞  | 3.11       | 6,603  | 15,813 |
| 경암동  | 京岩洞  | 1.22       | 3,891  | 8,250  |
| 구암동  | 龜岩洞  | 5.63       | 2,488  | 6,538  |
| 개정동  | 開井洞  | 5.11       | 1,315  | 3,394  |
| 수송동  | 秀松洞  | 5.41       | 17,559 | 50,243 |
| 나운1동 | 羅雲1洞 | 1.60       | 6,497  | 16,193 |
| 나운2동 | 羅雲2洞 | 0.81       | 9,864  | 26,961 |
| 나운3동 | 羅雲3洞 | 8.55       | 13,739 | 37,236 |
| 소룡동  | 小龍洞  | 33.48      | 8,512  | 19,445 |
| 미성동  | 米星洞  | 29.54      | 7,467  | 15,367 |
| 군산시  | 群山市  |            |        |        |

## 법정동·리
| 읍·면·동 | 법정동·리 |
| -------- | --- |
| 옥구읍   | 옥정리(玉井里), 상평리(上平里), 이곡리(耳谷里), 수산리(壽山里), 오곡리(五谷里), 선제리(船堤里), 어은리(漁隱里) |
| 옥산면   | 옥산리(玉山里), 남내리(南內里), 당북리(堂北里), 쌍봉리(雙鳳里), 금성리(錦城里) |
| 회현면   | 월연리(月淵里), 금광리(金光里), 대정리(大政里), 고사리(古寺里), 세장리(細長里), 학당리(學堂里), 원우리(院遇里), 증석리(曾石里) |
| 임피면   | 읍내리(邑內里), 축산리(鷲山里), 미원리(米院里), 보석리(寶石里), 술산리(戌山里), 월하리(月下里), 영창리(永昌里) |
| 서수면   | 서수리(瑞穗里), 축동리(鷲洞里), 관원리(官元里), 마룡리(馬龍里), 화등리(禾登里), 금암리(琴岩里) |
| 대야면   | 산월리(山月里), 보덕리(寶德里), 지경리(地境里), 복교리(福橋里), 광교리(光橋里), 접산리(蝶山里), 죽산리(竹山里) |
| 개정면   | 아동리(阿東里), 운회리(雲會里), 아산리(峨山里), 통사리(通使里), 발산리(鉢山里), 옥석리(玉石里) |
| 성산면   | 성덕리(聖德里), 둔덕리(屯德里), 고봉리(高峰里), 도암리(桃岩里), 여방리(余方里), 대명리(大明里), 산곡리(山谷里), 창오리(倉梧里) |
| 나포면   | 나포리(羅浦里), 장상리(蔣相里), 옥곤리(玉昆里), 부곡리(富谷里), 주곡리(酒谷里), 서포리(西浦里) |
| 옥도면   | 개야도리(開也島里), 연도리(煙島里), 어청도리(於靑島里), 선유도리(仙遊島里), 무녀도리(巫女島里), 신시도리(新侍島里), 야미도리(夜味島里), 장자도리(壯子島里), 관리도리(串里島里), 말도리(末島里), 비안도리(飛雁島里), 죽도리(竹島里), 대장도리(大長島里), 두리도리(斗里島里) |
| 옥서면   | 옥봉리(玉峰里), 선연리(仙緣里) |
| 해신동   | 해망동(海望洞), 신흥동(新興洞), 금동(錦洞) |
| 월명동   | 월명동(月明洞), 신창동(新昌洞), 중앙로1가(中央路1街), 영화동(永和洞), 장미동(藏米洞), 선양동(先陽洞), 둔율동(屯栗洞), 창성동(昌城洞), 명산동(明山洞), 송창동(松昌洞), 개복동(開福洞)                                                                                       |
| 삼학동   | 삼학동(三鶴洞), 오룡동(五龍洞), 금광동(錦光洞) |
| 신풍동   | 신풍동(新豊洞), 송풍동(松豊洞), 문화동(文化洞) |
| 중앙동   | 중앙로2가(中央路2街), 영동(榮洞), 신영동(新榮洞), 죽성동(竹城洞), 평화동(平和洞), 중동(仲洞), 금암동(錦岩洞) |
| 흥남동   | 중앙로3가(中央路3街), 대명동(大明洞), 장재동(藏財洞), 미원동(米原洞), 동흥남동(東興南洞), 서흥남동(西興南洞) |
| 조촌동   | 조촌동(助村洞), 경장동(京場洞) |
| 경암동   | 경암동(京岩洞) |
| 구암동   | 구암동(龜岩洞), 내흥동(內興洞) |
| 개정동   | 개정동(開井洞), 사정동(沙亭洞) |
| 수송동   | 수송동(秀松洞), 미장동(米場洞), 지곡동(紙谷洞) |
| 나운1동  | 나운동(羅雲洞) (일부) |
| 나운2동  | 나운동(羅雲洞) (일부) |
| 나운3동  | 나운동(羅雲洞) (일부), 미룡동(米龍洞), 신관동(新觀洞) (일부), 개사동(開寺洞) (일부) |
| 소룡동   | 소룡동(小龍洞), 오식도동(筽篒島洞), 비응도동(飛鷹島洞) |
| 미성동   | 신관동(新觀洞) (일부), 개사동(開寺洞) (일부), 산북동(山北洞), 내초동(內草洞) |

## 역사
- 1914년 4월 1일 군산부의 도심지만을 군산부(府)로 지정하고,[4] 군산부 나머지 지역과 임피군, 지도군 고군산면을 옥구군으로 개편하였다.[5]
- 1940년 11월 1일 옥구군 개정면 일부를 군산부에 편입하였다.[6]

| 조선총독부령 제220호                              |             |
| 구 행정구역                                       | 신 행정구역 |
| 옥구군 미면 경장리 일부, 둔율리 일부, 신풍리 일부 | 군산부 일부 |
| 개정면 구암리, 조촌리                             | 군산부 일부 |
- 1949년 8월 15일 군산부를 군산시로 개칭하였다.
- 1983년 2월 15일 옥구군 미성읍 북산리, 내초리의 일부를 군산시로 편입하였다.
- 1989년 1월 1일 옥구군 미성읍을 군산시로 편입하여,[7] 미성동을 설치, 관할하였다.
- 1990년 10월 30일 금강하구둑이 준공되었다.
- 1995년 1월 1일 군산시 일원과 옥구군 일원을 관할로 도농복합형태의 군산시가 설치되었다.[8] (1읍 10면)
- 2003년 2월 17일 나운2동을 나운3동으로 분동하였다.